# Інтерферометричний дисплей
Диспле́й на осно́ві інтерферометри́чної модуля́ції (IMOD) — технологія формування зображення, в основі якої лежить ідея формування кольорового зображення методом інтерференції світлових хвиль.
IMOD-технологія була винайдена Марком Майлсом (Mark W. Miles), MEMS дослідником і співзасновником  Iridigm Display Corporation. Фірма Qualcomm взяла на себе розробку цієї технології після придбання Iridigm 2004 року й згодом сформувала Qualcomm MEMS Technologies (QMT). Qualcomm комерціалізувала технологію під торговою маркою «Mirasol». Ця енергоощадна, біоміметична технологія напевно буде застосовуватись у портативній електроніці: електронних книгах, мобільних телефонах тощо.

## Принцип утворення зображення
Ключовим елементом технології, яка отримала назву iMoD Matrix, є інтерференційний модулятор. Він являє собою зразок мікроелектромеханічної системи (англ. MEMS) і складається з напівпрозорої плівки на скляній підкладці, здатної частково відбивати і частково пропускати світло, і гнучкої металевої мембрани. Остання може знаходитися в двох станах : у першому з них між нею і плівкою є повітряний проміжок, а в другому — ні. Перехід з одного стану в інший здійснюється за рахунок електростатичної взаємодії в результаті зовнішньої напруги різної полярності, причому після її зняття мембрана залишається в новій конфігурації.
Коли плівка і мембрана розділені повітряним зазором, світлові хвилі, що відбилися від плівки, інтерферують з хвилями, що пройшли крізь неї і потім відбилися від мембрани, в результаті чого «випромінюється» певний колір (точно так само, як у хрестоматійному шкільному прикладі коли розпливається по воді бензинова пляма). Якщо ж зазор відсутній, то ніякої інтерференції не відбувається.
Варіюючи величину зазору, можна отримати три основні кольори: при найбільшій товщині повітряного прошарку — червоний, при середній — зелений і при найменшій — синій.
Розміри одного інтерференційного модулятора дорівнюють всього десяткам мікрон. Один піксель в дисплеї на основі iMoD Matrix складається з трьох субпікселів — червоного, зеленого і синього, кожен з яких утворений кількома рядами модуляторів. При цьому керувальні схеми розташовуються по краях дисплея.
До позитивних якостей пропонованого Iridigm рішення, крім гарної яскравості зображення, фахівці відносять і дуже малий рівень енергоспоживання, що, ймовірно, у разі комерційної реалізації технології повинно зробити її оптимальним вибором для різноманітних мобільних пристроїв.